# 카스텔델피아노
카스텔델피아노(이탈리아어: Castel del Piano)는 이탈리아 토스카나주 그로세토도에 있는 코무네다.

## 역사
카스텔델피아노 지역은 선사시대부터 인류가 거주했다고 알려졌으며, 역사에서 처음으로 언급된 것은 서기 890년이다. 1175년부터 1321년까지 알도브란데스키 가문의 소유였다. 시에나 공화국이 멸망하고, 토스카나 대공국의 영토가 되었다.

## 같이 보기
- 아미아타산